# Copa Europeia/Sul-Americana de 1989
A Copa Europeia/Sul-Americana de 1989, também conhecida como Copa Toyota e Copa Intercontinental, foi a 28.ª edição da competição, disputada na cidade de Tóquio no Japão em 17 de dezembro de 1989. O confronto envolveu o Atlético Nacional de Medellin da Colômbia, campeão da Taça Libertadores da América, e o AC Milan da Itália, campeão da Liga dos Campeões da UEFA.
Em 27 de outubro de 2017, após uma reunião realizada na Índia, o Conselho da FIFA reconheceu os vencedores da Copa Intercontinental como campeões mundiais.

## História
Depois de vencer a Liga dos Campeões, era a vez de ir ao Japão e enfrentar o Atlético Nacional, da Colômbia, campeão da Libertadores (ao vencer o Olimpia na final), que tinha como destaque o folclórico goleiro Higuita. A decisão foi uma clara disputa entre o ataque do Milan e a retranca colombiana. Os italianos martelaram durante todo o jogo a defesa sul americana, mas esbarrava em tudo e em todos. O zero não saiu do placar no tempo normal, e o jogo foi para a prorrogação. Quando tudo parecia levar aos pênaltis, uma falta na entrada da área parecia ser a chance derradeira para o Milan furar a retranca do Atlético. E foi. Num chute seco de Evani, aos 119´, o Milan deixou Higuita sem reação, e conseguiu, enfim, o gol que garantiu o título intercontinental ao clube italiano, o segundo na história. O Milan era a melhor equipe do mundo pela segunda vez.

## Clubes Participantes
| Confederação | Equipe            | Classificação                                           | Participação |
| ------------ | ----------------- | ------------------------------------------------------- | ------------ |
| CONMEBOL     | Atlético Nacional | Campeão da Copa Libertadores da América de 1989         | 1ª           |
| UEFA         | Milan             | Campeão da Taça dos Clubes Campeões Europeus de 1988–89 | 3ª           |

## Chaveamento
|  | A Classificação[NOTA]   | A Classificação[NOTA] | A Classificação[NOTA] | A Classificação[NOTA] |   |             | Copa Intercontinental | Copa Intercontinental | Copa Intercontinental | Copa Intercontinental |
|  |                         |                       |                       |                       |   |             |                       |                       |                       |                       |
|  | Milan                   | 4                     | –                     | –                     |   |             |                       |                       |                       |                       |
|  | Steaua Bucareste        | 0                     | –                     | –                     |   |             |                       |                       |                       |                       |
|  | Steaua Bucareste        | 0                     | –                     | –                     |   | Milan (pro) | 1                     | –                     | –                     |                       |
|  |                         |                       |                       |                       |   | Milan (pro) | 1                     | –                     | –                     |                       |
|  |                         | Atlético Nacional     | 0                     | –                     | – |             |                       |                       |                       |                       |
|  | Atlético Nacional (pen} | Atlético Nacional     | 0                     | –                     | – | 0           | 2                     | (5)                   |                       |                       |
|  | Atlético Nacional (pen} |                       |                       |                       |   | 0           | 2                     | (5)                   |                       |                       |
|  | Olimpia                 | 2                     | 0                     | (4)                   |   |             |                       |                       |                       |                       |

Notas
- NOTA^  Essas partidas não foram realizadas pela Copa Intercontinental. Ambas as partidas foram realizadas pelas finais da Liga dos Campeões da Europa e Copa Libertadores da América daquele ano.

## Final
| 17 de dezembro de 1989 | Milan      | 0 – 0 (1 – 0 Pro) | Atlético Nacional | Estádio Nacional , Tóquio, Japão          |
|                        | Evani 119' |                   |                   | Público: 60,228 Árbitro: Erik Fredriksson |

| Milan | Atlético Nacional |

Milan: Galli, Tassotti, Maldini, Fuser (Evani), Costacurta, Baresi, Donadoni, Van Basten, Ancelotti, Rijkaard, Massaro (Simone). Técnico: Arrigo Sacchi
Atlético Nacional: Higuita, Escobar, Gómez, Cassiani, Herrera, Pérez, Arango (Restrepo), Alvarez, Alboleda (Usuriaga), García e Trellez. Técnico:: Francisco Maturana

## Campeão
| Copa Européia/Sul-Americana de 1989 |
| ----------------------------------- |
| AC Milan 2º Título                  |